# IT-79 Nuuk
Inuit Timersoqatigiiffiat-79 Nuuk (kurz IT-79 Nuuk) ist ein grönländischer Fußballverein aus Nuuk.

IT-79 Nuuk Logo

## Geschichte
IT-79 Nuuk wurde 1979 als vierter Verein der Stadt nach NÛK, GSS Nuuk und B-67 Nuuk gegründet. Der Vereinsname bedeutet übersetzt „Sportverein der Menschen/Inuit“.
Trotz des Alters nahm der Verein offenbar erst 2011 erstmals an der Grönländischen Fußballmeisterschaft teil, konnte sich aber nicht für die Schlussrunde qualifizieren. 2014 gelang erstmals die Qualifikation für die Schlussrunde, wo der Verein Dritter wurde. Im Folgejahr konnte der Verein alle seine Qualifikationsspiele gewinnen und setzte sich sogar gegen Rekordmeister B-67 durch. Auf diesen traf er schließlich im Meisterschaftsfinale wieder, verlor aber. 2016 war IT-79 als Gastgeber automatisch für die Schlussrunde qualifiziert und wurde Dritter. 2017 gewann der Verein als Gruppenzweiter das Halbfinale und traf im Halbfinale wieder auf den Lokalrivalen B-67, der die letzten fünf Jahre jedes Mal Meister geworden war. IT-79 konnte sich durchsetzen und wurde erstmals Meister. In den beiden Folgejahren wurde die Mannschaft jeweils wieder Dritter. 2020 erreichte der Verein kampflos die Schlussrunde, die jedoch wegen der Coronaviruspandemie abgesagt werden musste.

## Platzierungen bei der Meisterschaft
- 1979: unbekannt
- 1980: unbekannt
- 1981: unbekannt
- 1982: unbekannt
- 1983: unbekannt
- 1984: unbekannt
- 1985: unbekannt
- 1986: unbekannt
- 1987: unbekannt
- 1988: unbekannt
- 1989: unbekannt
- 1990: nicht teilgenommen
- 1991: nicht teilgenommen
- 1992: nicht teilgenommen
- 1993: nicht teilgenommen
- 1994: unbekannt
- 1995: nicht teilgenommen
- 1996: unbekannt
- 1997: nicht teilgenommen
- 1998: nicht teilgenommen
- 1999: nicht teilgenommen
- 2000: nicht teilgenommen
- 2001: nicht teilgenommen
- 2002: nicht teilgenommen
- 2003: nicht teilgenommen
- 2004: unbekannt
- 2005: unbekannt
- 2006: unbekannt
- 2007: unbekannt
- 2008: nicht teilgenommen
- 2009: nicht teilgenommen
- 2010: nicht teilgenommen
- 2011: nicht qualifiziert
- 2012: unbekannt
- 2013: unbekannt
- 2014: Platz 3 (von 8)
- 2015: Platz 2 (von 8)
- 2016: Platz 3 (von 8)
- 2017: Meister
- 2018: Platz 3 (von 10)
- 2019: Platz 3 (von 6)
- 2020: qualifiziert (nicht ausgetragen)
- 2021: (nicht ausgetragen)
- 2022: Platz 3 (von 8)
- 2023: Platz 4 (von 6)
- 2024: Platz 3 (von 7)